# Gabriele Marchesi
Gabriele Marchesi (ur. 16 września 1953 w Incisa in Val d’Arno) – włoski duchowny katolicki, biskup Floresty w Brazylii od 2013.

## Życiorys
6 lipca 1978 otrzymał święcenia kapłańskie. Inkardynowany do diecezji Fiesole, przez 25 lat pracował duszpastersko w parafiach tejże diecezji. W 2003 wyjechał na misje do Brazylii i rozpoczął pracę duszpasterską w parafiach diecezji Viana. Pełnił także funkcje koordynatora duszpasterstwa w tej diecezji oraz wikariusza biskupiego.
21 lutego 2013 papież Benedykt XVI mianował go biskupem diecezji Floresta. Sakry udzielił mu 18 maja 2013 biskup Sebastião Lima Duarte.